# Viva Air Perú
Viva Airlines Perú SAC, opérant sous le nom de Viva Air Peru ou VivaAir.com, est une compagnie aérienne péruvienne à bas prix. Elle a été fondée en 2017 et a commencé ses opérations le 9 mai 2017
La compagnie aérienne a été créée par Irelandia Aviation, le premier développeur mondial de compagnies aériennes à bas prix. Irelandia Aviation a également développé cinq autres compagnies aériennes dans le monde, à savoir Viva Air Colombia, Ryanair, Allegiant Air, Tiger Airways (maintenant Scoot Airways) et VivaAerobus.

## Destinations
Viva Air Perú dessert les 11 destinations domestiques suivantes : .
| Ville     | Aéroport                                                           | Remarques |
| --------- | ------------------------------------------------------------------ | --------- |
| Arequipa  | Aéroport international Rodríguez Ballón                            |           |
| Cajamarca | Maire général FAP Armando Revoredo Iglesias Airport                |           |
| Chiclayo  | Aéroport international FAP Captain José Abelardo Quiñones González |           |
| Cuzco     | Aéroport international Alejandro Velasco Astete                    |           |
| Iquitos   | Crnl. Aéroport international FAP Francisco Secada Vignetta         |           |
| Jaén      | Aéroport de Jaén                                                   |           |
| Lima      | Aéroport international Jorge Chávez                                | Centre    |
| Piura     | Casquette. Aéroport international FAP Guillermo Concha Iberico     |           |
| Tacna     | Aéroport international Coronel FAP Carlos Ciriani Santa Rosa       |           |
| Talara    | Casquette. Aéroport FAP Víctor Montes Arias                        |           |
| Tarapoto  | Goujat. Aéroport FAP Guillermo del Castillo Paredes                |           |

## Flotte
| Appareils       | En Service | Commandes | Passagers | Notes |
| --------------- | ---------- | --------- | --------- | ----- |
| Airbus A320-200 | 3          | 15        | 180       |       |
| Airbus A320neo  | —          | 35        | NR        |       |
| Total           | 3          | 50        |           |       |

Le 20 juin 2017, la compagnie aérienne a annoncé avoir signé un protocole d'accord avec Airbus pour une commande de 15 A320-200 et 35 A320neo 